# TFX
TFX (anteriormente NT1) é uma rede de televisão francesa. Está disponível através da televisão digital terrestre na França. É uma subsidiária do Groupe TF1.

## História
A TFX, sob o nome NT1, foi criada em 2004 pela AB Groupe para o lançamento da plataforma TNT prevista para março de 2005. No final de 2004, o AB Group anunciou sua intenção de ligar para o canal La Quatre (The Four). No entanto, em janeiro de 2005, a France Télévisions anunciou que iria renomear seu canal Festival como France 4. AB Groupe decidiu reverter para o nome NT1.
Em junho de 2009, o Groupe TF1 concordou em comprar o canal da AB Groupe, bem como a participação de 40% da AB na TMC Monte Carlo (o que levaria a participação total da TF1 para 80%). O acordo foi autorizado pela autoridade de concorrência da França e, posteriormente, pelo Conselho de Estado em dezembro de 2010, indeferindo um recurso da Métropole Télévision.
O Groupe TF1 decidiu fazer uma série de mudanças, notavelmente atualizando NT1 para 16: 9 em novembro de 2010. Foi o último canal DVB-T a mudar para este formato.Além disso, o NT1 tornou-se o canal do grupo para jovens adultos.
Em 19 de maio de 2015, o canal lançou sua versão em HDTV.
Em 26 de maio de 2015, a TF1, a TMC, a NT1 e a HD1 uniram seus sites e criaram o exclusivo site MYTF1.
Em 18 de outubro de 2017, o Groupe TF1 anunciou que o NT1 mudará seu nome para TFX em 2018. A remarcação entrou em vigor às 21h do dia 30 de janeiro de 2018. Em 2024, a TFX, transmite o programa infantil TFOU entre ás 6h55 até 10h30 da manhã por causa do novo telejornal matinal da TF1: Bonjour!. O Bloco Infantil era de Segunda a Sexta na TFX.

## Programação

#### Programação principal
- WWE Raw
- WWE SmackDown
- MotoGP
- Man vs. Wild
- Gossip Girl
- Family Guy
- True Blood
- The Vampire Diaries
- How I Met Your Mother
- Dragon Ball Super
- Legend of the Seeker

#### A partir de setembro de 2012[9]

##### Séries
- Grimm
- Falling Skies
- The Walking Dead
- The Vampire Diaries (nova temporada)
- True Blood (nova temporada)
- Haven

(nova temporada)
- The Secret Circle
- Nikita
- How I Met Your Mother (nova temporada)
- Are We There Yet?
- Chuck (nova temporada)
- One Tree Hill
- Anubis

##### Scripted reality / Ficção
- Les vraies housewives
- VDM
- Au nom de la verité
- Secret Story
- La Villa des cœurs brisés
- On a échangé nos mamans
- Super Nanny
- 10 couples parfaits
- Hell's Kitchen
- Bachelor
- Pascal, le grand frère

##### Entretenimento
- En mode gossip
- Ma vie à la télé
- Tous différents
- WWE Raw
- WWE Smackdown

##### Esportes
- Moto GP

#### Programação esportiva
Em 24 de Julho de 2008, o canal anunciou que iria transmitir os eventos do Grande Prémio da A1 2008-2009 aos domingos.Esta série internacional de corridas será mostrada ao vivo ou pré-gravada. O acordo foi confirmado por Richard Maroko, Gerente de Programas Gerais do Grupo AB e Richard Dorfman, diretor de transmissão da A1GP.

#### Programação infantil (TFOU)
Paw Patrol (2013-Presente)
The Smurfs
Gus, o Cavaleiro Minorca
Super Wings
Santiago dos Mares

## Logos

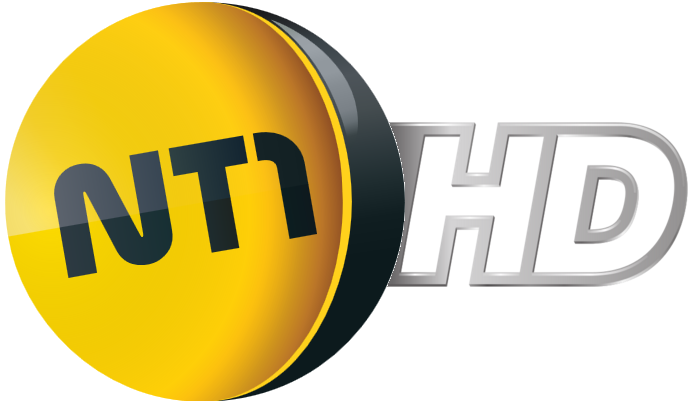
De 3 de setembro de 2012 a 30 de janeiro de 2018.
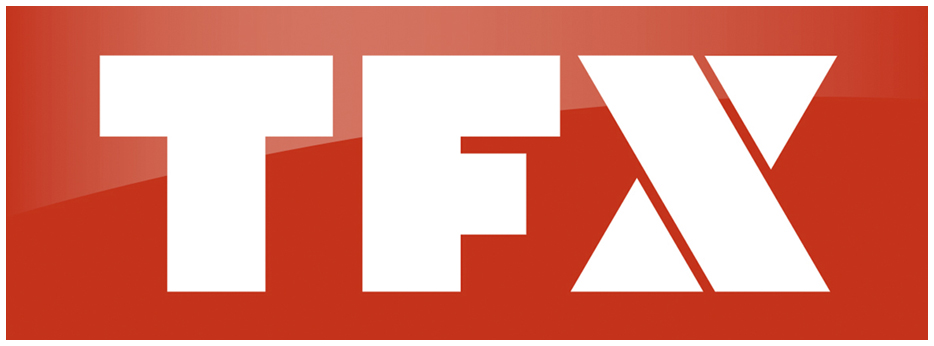
A partir de 30 de janeiro de 2018.